# Tschappina
Tschappina es una comuna suiza situada en la región de Viamala, en el cantón de los Grisones. Tiene una población estimada, a fines de 2021, de 137 habitantes.